# Rue Sœurs-de-Hasque
La rue Sœurs-de-Hasque est une rue piétonne du centre de Liège (Belgique) reliant la rue Charles Magnette à la rue Saint-Paul.

## Toponymie
En 1489, les Dames du tiers-ordre de Saint François s'installent à Liège en provenance de Hasselt. Elles sont appelées par les Liégeois Sœurs de Hasselt puis Sœurs de Hasse et enfin Sœurs de Hasque, nom resté jusqu'à ce jour. Elles s'établissent tout d'abord dans le couvent des Bons-Enfants derrière Saint-Hubert. En 1493, elles cèdent cette maison aux Frères Cellites en 1493 en échange de leur couvent situé dans la rue de Condélistrée devenue depuis la rue Sœurs de Hasque.
À la suite de la révolution liégeoise, sous le régime français, le couvent avec ses dépendances est vendu le 13 avril 1801. On construit sur son emplacement des propriétés privées.
Un pan de mur du couvent édifié perpendiculairement à la rue subsiste au no 9.

## Description
Cette ancienne rue presque rectiligne est aménagée en zone piétonne dans les années 1970. Elle remplit la fonction principale de rue commerçante principalement dans le secteur Horeca.

## Historique
À son retour de Rome vers 1660, le sculpteur Jean Del Cour s'installe définitivement à Liège, rue Sœurs-de-Hasque, à l'enseigne du Saint-Esprit, lieu où il meurt en 1707.
Jadis, la rue continuait plus au nord jusqu'au bras de la Meuse appelé le biez du Moulin Saint-Jean qui fut asséché et comblé à partir de 1815, devenant la rue de l'Université. Le percement de la rue Charles Magnette en 1937 supprima la partie nord de la rue.

## Architecture
La rue compte quelques immeubles anciens répertoriés à l'inventaire du patrimoine culturel immobilier. Ils se situent aux nos 3/5, 9, 10, 13, 14 et 15.

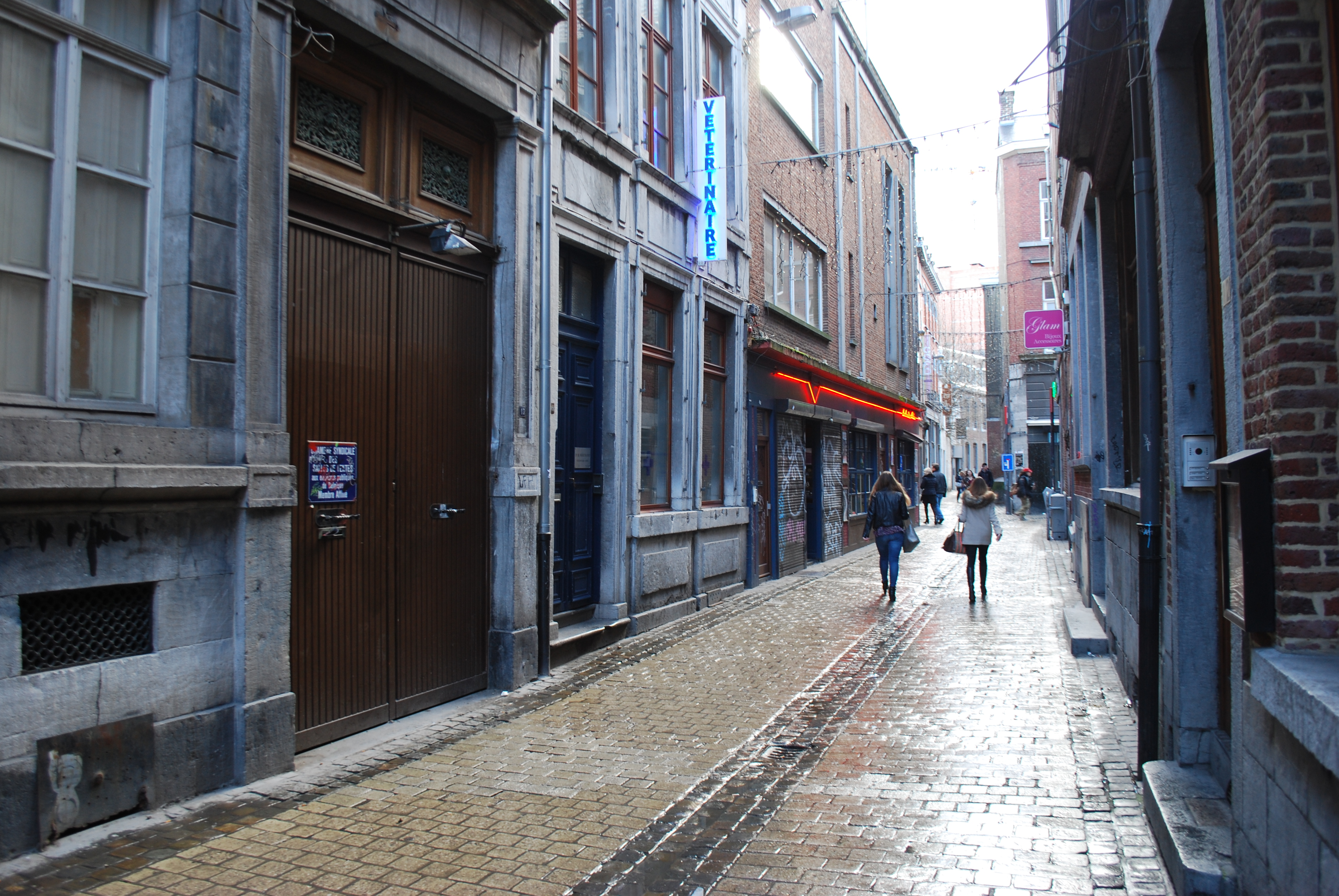

## Voies adjacentes
- Rue Charles Magnette
- Rue Saint-Paul
- Rue Bonne Fortune

### Source et bibliographie
- Yannik Delairesse et Michel Elsdorf, Le nouveau livre des rues de Liège, Liège, Noir Dessin Production, 2008, 512 p. (ISBN 978-2-87351-143-2 et 2-87351-143-5, présentation en ligne), page 392